# Gabriel Bernard
Pour les articles homonymes, voir Gabriel Bernard de Rieux et Bernard.
Gabriel Bernard, né à Genève le 19 avril 1875 et mort à Paris 6e le 3 juin 1934, est un musicologue et écrivain français de littérature populaire. Une partie de son œuvre est signée Pierre de Chantenay.

## Biographie
Écrivain prolifique, il est, selon Michel Lebrun, « un excellent exemple de romancier populaire, son œuvre réalisant une synthèse de tous les genres en voie de développement à l'époque ».
En 1903, il commence à écrire dans la Revue musicale de Lyon.
Il crée le personnage de l'inspecteur, puis commissaire Tony, chargé d'un service de contre-espionnage, héros de trois séries de romans de 1916 à 1931.

## Œuvre

### Romans signés Gabriel Bernard
- L'Affaire Paul Naumont (Angoissante Énigme, Le Drame d’Anvers et Tête de fouine), Publications Offenstadt, coll. « Collection d'aventures » no 78 à no 80 (1917)
- La Croisière de l'Énergique, Tallandier, coll. « Grandes Aventures » no 71 (1925)
- Le Drame de Saint-Raphaël, Ferenczi, coll. « Les Grands Romans » no 40 (1926)
- L'Espionne aux cheveux d'or, S.E.T., coll. « Romans à lire en voyage » (1926)
- La Princesse inconnue ou Le Beau Mariage, Tallandier, coll. « Romans célèbres de drames et d'amour » no 8 (1926)
- Mademoiselle Don Juan, Tallandier, coll. « Romans célèbres de drames et d'amour » no 29 (1927)
- Olive Patin, policier malgré lui, Tallandier, coll. « Romans célèbres de drames et d'amour » no 47 (1927)
- Les Yeux de l'amour, Ferenczi, coll. « Les Grands Romans » no 49 (1927)
- La Fée de l'empereur, Tallandier, coll. « Le livre national » no 599 (1927)
- Le Clown rouge, Tallandier, coll. « Romans célèbres de drames et d'amour » no 52 (1927)
- Les Cinq Détectives, Tallandier, coll. « Romans mystérieux » 2e série (1928)
- Les Compagnons de la haine, Tallandier, coll. « Romans mystérieux » 2e série (1929)
- La Preuve d'amour : Laquelle des deux, Les Trois Rivaux, Tallandier, coll. « Romans mystérieux » 2e série (1929)
- Les Jeux du destin et Les Forces du passé, Tallandier, coll. « Le livre national » no 835-836 (1932)
- La Route ensorcelée, Tallandier, coll. « Beaux romans dramatiques » no 63 (1933)

### Série Les Drames de l'espionnage sous titréeLes Mystères de la cour de Berlinsignée Pierre de Chantenay
La série est publiée aux éditions Offenstadt en 1916 et 1917.
- L'Inspecteur Tony
- Minna l'espionne
- Tragédies impériales
- Le Sosie de l'empereur
- La Rivale inconnue
- Le Fils de Tony
- Le Carnaval du Kaiser
- Les Fantômes de Versailles
- Guillaume, Bismarck et Tony
- Loisirs de prince
- Le Secret du casque
- Les Vautours du Rhin
- Tony et son ami
- L'Heure de Tony

### Série Les Drames de l'espionnage sous titréePages de gloire ou les aventures de Tonysignée Gabriel Bernard
La série est publiée aux éditions Tallandier, en 1930, dans la collection Criminels et Policiers.
- Tony détective français no 1
- L'Homme au macfarlane no 2
- Minna l'espionne no 3
- L'Agent n°12 no 4
- La Péniche du Danube no 5
- Les Ombres de Mayerling no 6
- Le Sosie de l'empereur no 7
- La Rivale inconnue no 8
- Le Fils de Tony no 9
- Le Château de X no 10
- Les Fantômes de Versailles no 11
- Minna et Lena no 12
- Le Secret du casque no 13
- Les Vautours du Rhin no 14
- Espions et Contre-espions no 15
- La Laitière de Buzenval no 16
- Les Invités du préfet no 17
- Tony contre Grossmuller no 18
- Tony à Chicago no 19

### SérieLes Nouvelles Aventures de Tonysignée Gabriel Bernard
La série est publiée aux éditions Tallandier, en 1931, dans la collection Criminels et Policiers.
- L'Espion aux lunettes no 36
- Le Drame du Paris-Calais no 37
- Dossiers secrets no 38
- Le Fiancé de Daisy Hampton no 39
- L'Inspecteur de Scotland Yard no 40
- Le Comte de Lurcenay no 41
- Les Condamnés de Caracas no 42
- Le Député de Saint-Sauveur no 43
- R205 no 44
- Dans les coulisses de l'affaire Dreyfus no 45

### SérieSatanassignée Gabriel Bernard
- Satanas, Ferenczi, coll. « Les Grands Romans » no 6 (1923), réédité en cinq épisodes sous le titre générique Satanas – Les Drames de la TSF aux éditions Tallandier, en 1931, dans la collection Criminels et Policiers
- La Comtesse Éleonor no 31
- Les Chevaliers de l'Étoile no 32
- L'Énigme du désert no 33
- La Cité des prodiges no 34
- Le Secret de Patrice Oriel no 35

## Sources
: document utilisé comme source pour la rédaction de cet article.
- Claude Mesplède (dir.), Dictionnaire des littératures policières, vol. 1 : A - I, Nantes, Joseph K, coll. « Temps noir », 2007, 1054 p. (ISBN 978-2-910-68644-4, OCLC 315873251), p. 214-215